# Jokin Pérez de Viñaspre
Jokin Pérez de Viñaspre o Joaquín Pérez de Viñaspre (Villafranca de Ordizia, c. 1953 - Pamplona, 11 de enero de 1978) fue miembro de ETA militar. 

## Comando Pamplona
El 26 de noviembre de 1977 había sido asesinado en Pamplona el comandante Joaquín Imaz Azcona, de 50 años. La detención de varios miembros de un comando terrorista de ETA en Pamplona llevó a la policía en enero de 1978 a registrar un piso en el número 77 de la avenida de San Jorge en Pamplona. Durante el registro se localizaron armas y documentación falsa. Al término del registro, cuando la policía iniciaba su retirada, llegaron al inmueble dos miembros del comando. Tras un rápido tiroteo, murieron los etarras Zeferino Sarasola Arregi y Jokin Pérez de Viñaspre. Por parte de la policía, falleció José Manuel Baena Martín, inspector de 31 años.